# Trichhoplomelas semirugosus
Trichhoplomelas semirugosus är en skalbaggsart som beskrevs av Stefan von Breuning 1957. Trichhoplomelas semirugosus ingår i släktet Trichhoplomelas och familjen långhorningar.
Artens utbredningsområde är Madagaskar. Inga underarter finns listade i Catalogue of Life.